# Hans-Georg Jaedicke

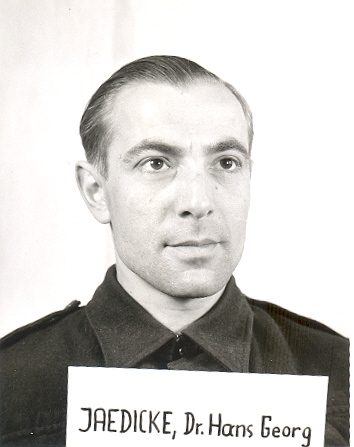
Hans-Georg Jaedicke, 1946 (als Zeuge bei den Nürnberger Prozessen)

Hans-Georg Jaedicke (* 2. September 1911 in Deutsch-Wilmersdorf; † 13. Februar 2000 in Goslar) war ein deutscher Mediziner. Nach 1945 war er ab 1949 als Chefarzt des nach Wilhelm Heinrich Schüßler benannten Dr.-Schüßler-Sanatoriums in Bockswiese und bis zu seiner Emeritierung als Honorarprofessor für Medizinische Anthropologie und sozialorientierte Psychologie an der Technischen Universität Clausthal tätig.

## Leben und Wirken
Jaedicke war der Sohn eines Studienrates. Nach dem Besuch der Goetheschule, eines Reform-Realgymnasiums in Berlin-Wilmersdorf, das er 1930 mit der Reifeprüfung verließ, studierte er von 1930 bis 1936 Medizin an der Universität Berlin. Nach fünf Semestern bestand er die ärztliche Vorprüfung und nach elf Semestern im August 1936 die Ärztliche Staatsprüfung. 1936 legte er am Hygienischen Institut der Universität seine Dissertation vor, die von Zeiß betreut wurde und sich mit biologischer Freizeitgestaltung befasste. Mit dieser Arbeit wurde er zum Dr. med. promoviert.
Von September 1936 bis 1937 leistete Jaedicke sein Praktisches Jahr am Hygienischen Institut ab. Von November 1936 bis April 1937 war er bei der Inneren Abteilung des Städtischen Krankenhauses Pankow tätig.
Nach dem Zweiten Weltkrieg wurde Jaedicke bis 1948 von den Briten interniert. Für den ersten Nürnberger Prozess (NMT-1, 'Ärzteprozess', Vereinigte Staaten vs. Karl Brandt et al.) legte er als Zeuge der Verteidigung für Karl Gebhardt ein Affidavit vor, in welchem er auch seinen eigenen beruflichen Lebensweg bis 1945 erläutert.
1949 wurde Jaedicke Leiter und Chefarzt des von ihm psychotherapeutisch ausgerichteten Dr.-Schüßler-Sanatoriums in Bockswiese im Westharz. Daneben betätigte er sich als Honorarprofessor für Medizin, Anthropologie und sozialorientierte Psychologie an der Bergakademie Clausthal (später TH bzw. TU Clausthal). Öffentlich trat Jaedicke ferner als Bearbeiter von Schüßlers Biochemie auf.
Er setzte sich für die Musiktherapie als Bestandteil einer ganzheitlichen Medizin und Psychotherapie ein und wurde dafür 1986 zum Ehrenmitglied der Deutschen Gesellschaft für Musiktherapie ernannt.
Er starb am 13. Februar 2000 im Goslarer Stadtteil Hahnenklee-Bockswiese im Harz.

## Schriften
- Zur biologischen Gestaltung der Freizeit. Untersuchungen über die Wirkung verschiedener Feriengestaltung großstädtischer Schüler, 1937.
- „Diätetische Maßnahmen bei der Osteomyelitisbehandlung. (Heilanstalten Hohenlychen.)“, München medizinische Wochenschrift 1939, Jg. 86, Nr. 2. S. 50.
- Bernhard von Clairvaux. Entwurf eines Menschenbildes. Den Brüdern der klösterlichen Familie zu Amelungsborn zum 20. August 1966, 1966.
- Die Gammler. Adoleszenten- und Gesellschaftsproblem, in: Neue Sammlung, 8, 1968, S. 87–89.